# Friedrichsfleiß
Friedrichsfleiß gehört zur Ortschaft Hohenwulsch und ist ein Ortsteil der Stadt Bismark (Altmark) im Landkreis Stendal in Sachsen-Anhalt.

## Geographie
Friedrichsfleiß, ein kleines Dorf, liegt zwei Kilometer östlich von Hohenwulsch und fünf Kilometer nordöstlich von Bismark (Altmark).
Nachbarorte sind Hohenwulsch im Westen, Friedrichshof mit Schmoor im Osten, Bülitz im Südosten und Beesewege im Südwesten.

## Geschichte

### Mittelalter bis Neuzeit
Im Jahr 1790 heißt der Ort Friedrichsfleihs. 1794 war ein adliges Koloniedorf angelegt worden. In den Jahren 1797 und 1799 hieß es, es sei vom „Gutsbesitzer von Lewetzow etabliert“. Heinrich Christoph Steinhart schrieb im Jahre 1802, dass ein neues Dorf Ende des 18. Jahrhunderts vom damaligen Besitzer von Hohenwulsch Friedrich von Levetzow angelegt worden sei. Es bestand aus Tagelöhner-Wohnungen und aus zwei Bauernhöfen, die nach den Grundsätzen der Krünitzschen Enzyklopädie und des Friedrich Eberhard von Rochow in Rekhan angelegt worden waren. 1804 lebten im Kolonistendorf Friedrichsfleiß zwei Ganzbauern, 12 Büdner, zwei Einlieger und ein Leineweber.
Friedrichsfleiß wurde auch Berg oder Flötenberg genannt. Auf einem Platz namens Beesenhof wurden früher aus Weiden Besen gebunden. Dort war in die 1950er Jahre ein Brunnen in Betrieb, der eine Tiefe von 80 Fuß hatte, der aber trotzdem nur wenig Wasser führte.

### Eingemeindungen
Ursprünglich gehörte das Dorf zum Stendalischen Kreis der Mark Brandenburg in der Altmark. Zwischen 1807 und 1813 lag es im Landkanton Stendal im Distrikt Stendal auf dem Territorium des napoleonischen Königreichs Westphalen. Ab 1816 gehörte die Gemeinde Friedrichsfleiß zum Landkreis Stendal.
Sie verlor am 30. September 1928 ihre Selbständigkeit, als die Landgemeinden Friedrichsfleiß und Hohenwulsch mit dem Gutsbezirk Hohenwulsch und zur Landgemeinde Hohenwulsch zusammengelegt wurden.
Seit der Eingemeindung von Hohenwulsch in die Stadt Bismark (Altmark) am 1. Januar 2010 gehört der Ortsteil Friedrichsfleiß zur neu gebildeten Ortschaft Hohenwulsch und zur Stadt Bismark (Altmark).

### Einwohnerentwicklung
| Jahr | Einwohner |
| ---- | --------- |
| 1801 | 068       |
| 1818 | 046       |
| 1840 | 104       |
| 1864 | 160       |
| 1871 | 112       |
| 1885 | 087       |
| 1892 | [00]104   |

| Jahr | Einwohner |
| ---- | --------- |
| 1895 | 119       |
| 1900 | [00]115   |
| 1905 | 107       |
| 1910 | [00]110   |
| 1925 | [00]087   |
| 2010 | [00]044   |
| 2018 | [00]040   |

| Jahr | Einwohner |
| ---- | --------- |
| 2020 | [00]41    |
| 2021 | [00]40    |
| 2022 | [0]34     |
| 2023 | [0]38     |

Quelle, wenn nicht angegeben, bis 1905:

## Religion
Die evangelischen Christen aus Friedrichsfleiß gehören zur Kirchengemeinde Hohenwulsch, die früher zur Pfarrei Garlipp bei Bismark gehörte. Sie werden heute betreut vom Pfarrbereich Garlipp im Kirchenkreis Stendal im Propstsprengel Stendal-Magdeburg der Evangelischen Kirche in Mitteldeutschland.

## Wirtschaft und Infrastruktur
In Friedrichsfleiß sind ein Landwirtschaftsbetrieb, ein Lohnunternehmen für Agrararbeiten und ein Ingenieurbüro tätig. Seit etwa 1961 gibt einen Lebensmittelladen, den früheren Konsum, heute „Heimemann's Einkaufstreff“.

### Verkehrsanbindung
Friedrichsfleiß liegt an den Kreisstraße (K 1069) zwischen den Städten Bismark (Altmark) und Osterburg (Altmark).
Der nächstgelegene Bahnhof ist im Nachbarort Hohenwulsch (Bahnstrecke Stendal–Uelzen).
Es verkehren Linienbusse und Rufbusse von stendalbus.